# La Cieneguilla, Heroica Ciudad de Ejutla de Crespo
La Cieneguilla är en ort i Mexiko.   Den ligger i kommunen Heroica Ciudad de Ejutla de Crespo och delstaten Oaxaca, i den sydöstra delen av landet, 400 km sydost om huvudstaden Mexico City. La Cieneguilla ligger 1 529 meter över havet och antalet invånare är 124.
Terrängen runt La Cieneguilla är platt norrut, men söderut är den kuperad. Terrängen runt La Cieneguilla sluttar västerut. Runt La Cieneguilla är det ganska tätbefolkat, med 65 invånare per kvadratkilometer. Närmaste större samhälle är Ejutla de Crespo, 6,8 km norr om La Cieneguilla. Trakten runt La Cieneguilla består i huvudsak av gräsmarker.